# Порядинская (Вельский район)
Порядинская — деревня в Вельском районе Архангельской области. Входит в состав муниципального образования «Верхнеустькулойское». Имеет местное неофициальное название Гора.

## География
Деревня расположена в южной части Архангельской области, в таёжной зоне, в пределах северной части Русской равнины, в 39 километрах на юго-восток от города Вельска, на левом берегу реки Сивчуга при впадении в  реку Кулой. Ближайшие населённые пункты: на северо-востоке деревня Ворыгинская, на юго-востоке деревня Стрелецкая.
Часовой пояс
Порядинская, как и вся Архангельская область, находится в часовой зоне МСК (московское время). Смещение применяемого времени относительно UTC составляет +3:00.

## Население
| 2002 | 2010 | 2012 | 2014 |
| ---- | ---- | ---- | ---- |
| 9    | ↘8   | ↗11  | ↗12  |

## История
Указана в «Списке населённых мест по сведениям 1859 года» в составе Вельского уезда(2-го стана) Вологодской губернии под номером «2579» как «Порядинская(Севчуга)». Насчитывала 8 дворов, 39 жителей мужского пола и 41 женского.
В материалах оценочно-статистического исследования земель Вельского уезда упомянуто, что в 1900 году в административном отношении деревня входила в состав Лиходиевского сельского общества Кулойско-Покровской волости. На момент переписи в селении Порядинское (Малая Горка) находилось 16 хозяйств, в которых проживало 48 жителей мужского пола и 63 женского.